# Masalszczyna
Masalszczyna (biał. Масальшчына; ros. Масальщина; hist. Masalszczyzna) – wieś na Białorusi, w rejonie mohylewskim obwodu mohylewskiego, około 22 km na zachód od Mohylewa.

## Historia
Dobra te należały do powiatu orszańskiego i mohylewskiego Rzeczypospolitej. Po I rozbiorze Polski w 1772 roku znalazły się na terenie Imperium Rosyjskiego. Pierwsza wzmianka o Masalszczyźnie pochodzi z 1785 roku. W pierwszej połowie XIX wieku wieś należała do Ludwiki Wojnicz-Sianożęckiej, która wniosła ją we wianie do małżeństwa z Włodzimierzem Ciechanowieckim (zm. w 1900 roku w Masalszczyźnie), ostatnim z wyboru marszałkiem szlachty guberni mohylewskiej. Po śmierci Włodzimierza jego obszerne dobra zostały podzielone pomiędzy dzieci. Nie wiadomo, które z nich odziedziczyło Masalszczyznę.
Od 1917 roku Masalszczyzna znalazła się w ZSRR, od 1991 roku – na Białorusi.

## Dawny dwór lub pałac
Wiedza o siedzibie Ciechanowieckich pochodzi jedynie z jednego, reprodukowanego obok, rysunku Napoleona Ordy z 1877 roku, jednak nawet nie wiadomo, czy pokazuje on elewację frontową czy ogrodową. Z rysunku Ordy wynika, że drzewa ogrodu nie mają więcej niz kilkadziesiąt lat. 
Dwór został najprawdopodobniej zniszczony w czasie I wojny światowej albo wkrótce po rewolucji październikowej.
Majątek w Masalszczyźnie (oraz inne majątki Ciechanowieckich, w tym samym rozdziale) jest opisany w 1. tomie Dziejów rezydencji na dawnych kresach Rzeczypospolitej Romana Aftanazego.